# Kiyoshi Tomizawa
Kiyoshi Tomizawa (jap. 富沢 清司, Tomizawa Kiyoshi; * 3. Dezember 1943 in Fujieda, Präfektur Shizuoka) ist ein ehemaliger japanischer Fußballspieler.

## Nationalmannschaft
1965 debütierte Tomizawa für die japanische Fußballnationalmannschaft. Tomizawa bestritt 9 Länderspiele und erzielte dabei 2 Tore. Mit der japanischen Nationalmannschaft qualifizierte er sich für die Olympischen Spiele 1964 und 1968. Bei den Olympischen Spielen 1968 konnte Japan die Bronzemedaille gewinnen.

## Errungene Titel
- Olympische Sommerspiele 1968: Bronzemedaille